# Vasile Gh. Radu
Vasile Gh. Radu (n. 26 iunie 1903, Pârgărești, Bacău – d. 8 martie 1982, Cluj-Napoca) a fost un zoolog român, specializat în  zoologia nevertebratelor. A devenit membru corespondent al Academiei de Științe din România la 21 decembrie 1935 și membru corespondent al Academiei Române la 1 noiembrie 1948.

## Studii
A învățat la liceului "George Bacovia" din Bacău, apoi  a fost o perioadă de timp învățător suplinitor în satul natal.
În 1922 a fost admis la Facultatea de Științe, Secția Științele Naturii a Universității din Iași, unde s-a specializat în morfologie animală sub conducerea profesorului universitar Paul Bujor.
Specializările în domeniul citologiei animale a  fost făcutela la Paris în Laboratorul de Anatomie și Histologie Comparată de la Sorbona și la Laboratorul de Histologie al Facultății de Medicină din Paris (1931-1932), apoi la Stațiunea de Cercetări Marine de la Roscoff, la Stațiunea Zoologică Marină de la Agigea și la Stațiunea Zoologică de la Sinaia.

## Activitatea didactică
A parcurs, rând pe rând, toate gradele universitare până la gradul de profesor universitar. În 1926 a fost preparator în Laboratorul de Morfologie Animală al Universității din Iași, în 1927 asistent, din 1933 șef de lucrări, iar din 1935 conferențiar la Universitatea din Iași.
Din 1940 a fost profesor profesor la Facultatea de Științe Naturale a Universității Regele Ferdinand I din Cluj, decan al Facultății de Biologie-Geografie al Universității din Cluj și director al Institutului de Zoologie și Anatomie Comparată din Cluj. La universitate a predat studenților cursuri de zoologia nevertebratelor și vertebratelor, anatomie comparată, embriologie, histologie, zoogeografie.
Între anii 1947-1952 a fost director onorific al Institutului de Speologie din Cluj.
La 1 noiembrie 1948 a devenit membru corespondent al Academiei Române, iar din 1973 a fost profesor consultant.

## Activitatea științifică
A studiat izopodele terestre din România și a descoperit glandele tegumentare la aceste nevertebrate și spiralația traheolelor de la insecte. A studiat citologia canalului aferent al izopodelor cu ajutorul microscopului electronic.
A cercetat constituenții morfologici ai citoplasmei, evoluția glandei suprarenale la vertebrate, structura funcțională electronomicroscopică a glandei androgene etc. 
A făcut investigații originale în citologia și embriologia experimentală și a inițiat tehnica culturilor în țesuturi.
A promovat cercetările faunistice în România și ecologia terestră.

## Distincții
- Ordinul Muncii clasa a II-a (31 decembrie 1956) „cu prilejul împlinirii a 90 de ani de la înființarea Societății Academice Romîne, pentru merite deosebite in muncă”[3]

## Lucrări publicate
Rezultatele cercetărilor sale se regăsesc în numeroase lucrări, printre care se remarcă:
- Structure histologique et cytologique du canal deferent chez Armadillidium vulgare Latr., (teza de doctorat pe care a susținut-o la Universitatea din Iași)
- Spermatogeneza la Armadillidium vulgare Latr. cu privire specială asupra evoluției chromatinei și a constituanților cytoplasmatici, 1931
- Etude cytologique de la glande surrénale des amphibiens anoures, 1931;
- Les glandes surrénales des Sélaciens, 1932;
- Isopodes terrestres de Roumanie, 1935;
- Contribution à l'étude du systeme artériel chez les sauriens, 1938;
- Nevertebrate. Clasificare și scurtă caracterizare, 1954;
- Rolul animalelor în transformarea naturii, 1962;
- Contribuții la studiul acarienilor din sol, 1963.
- Genul Cyphoniscellus în fauna din Republicii Populare Române, 1965.

A fost autorul unui renumit manual de "Zoologia nevertebratelor" (vol. I-II, 1958,1967).
A publicat 2 fasicule din  Volumul IV (Crustacea) a seriei "Fauna României": 
- fascicula 13, ordinul Isopoda, subordinul Oniscoidea - oniscoidee inferioare, 1983
- fascicula 14, ordinul Isopoda, subordinul Oniscoidea - Crinochaeta,  1985

## Apartenența la societăți științifice și profesionale
Membru al Societății de Biologie din Paris, al Societății Internaționale pentru Nomenclatură din Londra.